# State of Georgia (phim truyền hình)
State of Georgia (Tiếng Việt: Tiểu Bang của Georgia) là bộ phim truyền hình hài kịch tình huống sắp công chiếu được dựa trên một bộ phim điện ảnh cùng tên. Bộ phim gồm ba ngôi sao nổi tiếng là Raven-Symoné, Majandra Delfino và Brock Cuchna. Bộ phim này sẽ được công chiếu trên kênh ABC Family vào ngày 29 tháng 6 năm 2011. 10 tập phim đã được thực hiện và dự định sẽ được công chiếu.
Bộ phim này đồng thời cũng chính là bộ phim truyền hình đầu tiên mà cô thủ vai chính sau 4 năm qua kể từ vai diễn trong That's So Raven của Disney Channel.

## Nội dung
Georgia Chamberlain (Raven-Symoné) là một diễn viên nghiệp dư và mong muốn được trở thành người nổi tiếng, vì vậy cô đã quyết tâm đi đến thành phố New York và rồi gặp cô bạn kì quái (Delfino). Bạn trai cũ của cô (Cuchna) người yêu cô điên cuồng cũng đã đến New York để thuyết phục cô trở về nhà.

## Nhân vật
- Raven-Symoné vai Georgia Chamberlin
- Majandra Delfino vai Jo, Bạn thân của Georgia
- Brock Cuchna vai Bạn trai cũ của Georgia
- Loretta Devine vai Dì Honey[5][6]

## Bối cảnh và sản xuất
Bộ phim được thực hiện tại ABC Studios. Tập đầu tiên của bộ phim được viết bởi Jennifer Weiner (In Her Shoes) và Jeff Greenstein (Desperate Housewives). Trước đó, bộ phim có tên là The Great State of Georgia nhưng sau đó chuyển thành State of Georgia.

## Các liên kết
- Website chính thức
- State of Georgia trên Internet Movie Database
- State of Georgia tại TV.com